# Arturo de Pardo y Manuel de Villena
Arturo de Pardo y Manuel de Villena (Madrid, 27 de març de 1870 - Panticosa (província d'Osca), 16 d'agost de 1907) fou un aristòcrata i polític espanyol, primer Duc d'Arévalo del Rey i VI Baró de Monte Villena.

## Biografia
Era fill de María Isabel Manuel de Villena y Álvarez de las Asturias i d'Arturo de Pardo Inchausti. La seva mare va reunir una important suma de títols de noblesa i Arturo com a primogènit era el teòric hereu de tots ells. No obstant això i com fes el seu avi el Marquès de Rafal i Comte de Via Manuel José Casimiro, la seva mare va decidir repartir el patrimoni dels Manuel de Villena entre la majoria dels seus fills. Als seus germans els va correspondre amb el marquesat de Rafal amb Grandesa d'Espanya per a Alfonso, a Josefa amb el comtat de La Granja de Rocamora i a Isabel amb el marquesat de Pobla de Rocamora. A Arturo la seva mare li va reservar el comtat de Via Manuel amb Grandesa d'Espanya i la baronia del Monte, però la seva prematura mort li va impedir prendre possessió del comtat.
Estudià als jesuïtes d'Oriola i va instal·lar unes bodegues a Monòver i una panificadora a Alacant, on hi passava llargues temporades. També fou president de la Companyia de Ferrocarril de La Marina.
Íntim amic del Rei d'Espanya Alfons XIII, fou un polític prometedor i des de molt jove fou primer tinent d'alcalde de l'Ajuntament de Madrid, Senador del Regne per la província de Madrid, diputat a Corts del Partit Conservador per Alacant a les eleccions generals espanyoles de 1899, senador per la província de Madrid el 1905-1907 i Gentilhome de Cambra de S. M. el Rei. Després va ser Mestrant de la Reial Mestrança de Cavalleria de Saragossa, i va establir la residència a Aragó. El 30 de juny de 1893 es va casar a Madrid a l'edat de 23 anys amb María de la Consolación de Jiménez y Arenzana, Marquesa de Casa Jiménez i vescomtessa de Torre Almiranta, nascuda el 1875. D'aquesta unió va néixer el 1900 el primogènit i hereu Carlos Pardo-Manuel de Villena y Jiménez, bessó de María Mercedes.
El 1899 María Isabel Manuel de Villena y Álvarez de las Asturias va fer cessió d'alguns dels títols que volia que ostentessin els seus dos fills barons, traspassant-li a Arturo la baronía del Monte i a Alfonso el marquesat de Rafal, mentre que una germana d'Arturo, i el mateix Arturo pel que fa al comtat de Via Manuel, van haver d'esperar a la defunció de María Isabel per a obtenir les seves parts. Aquest fet va provocar la dissolució del poder patrimonial de la Casa de Manuel de Villena que quedaria repartit. Arturo va canviar la denominació de la baronia del Monte, com es venia dient fins aleshores, per baronia del Monte Villena.
El Rei d'Espanya Alfons XIII va concedir Arturo el títol de Duc d'Arévalo del Rey amb Grandesa d'Espanya, decretant-lo el dia 18 de maig de 1903. La seva mare ja havia intentat en el passat rescatar el títol, però no se'n sortí per l'oposició del Duc d'Abrantes com cap de la Casa de Zúñiga, descendents del primer i únic noble de l'antic títol de Duc d'Arévalo. Fins i tot durant les tramitacions, l'alcalde de la vila d'Arévalo es va oposar a la creació del títol al·legant que la vila era de reialeng des del segle xv. Però Alfons XIII, convençut del mèrit d'Arturo, l'hi va concedir igualment sense atendre les queixes. Arturo volia que el seu primogènit Carlos ostentés en un futur totes les seves possessions. El ducat d'Arévalo del Rey, el comtat de Via Manuel i la baronía del Monte anaven a quedar com cosa exclusiva de Carlos Pardo-Manuel de Villena y Jiménez.
El 16 d'agost de 1907 va morir als 37 anys a Panticosa, a la província d'Osca, truncant la possibilitat si es fes portador del prestigiós títol de Llinatge Real de Conde de Via Manuel, que hagués sumat al ducat i a la baronia que ja posseïa. Seria el seu primogènit Carlos qui ostentés tan important patrimoni. Arturo va ser traslladat a Madrid on va rebre sepultura en el cementiri madrileny de San Isidro. Després de la seva mort, María de la Consolación de Jiménez y Arenzana, va casar en segones núpcies amb Mariano Alonso-Castrillo i Bayón.

## Descendència
Arturo i María de la Consolación van tenir sis fills:
- Carlos Pardo-Manuel de Villena y Jiménez (20 de febrer de 1900 - 2 de desembre de 1945)
- María Mercedes Pardo-Manuel de Villena y Jiménez (20 de febrer de 1900 - 30 de maig de 1984)
- María Consuelo Pardo-Manuel de Villena y Jiménez (14 de gener de 1902 - 1965)
- Carmen Pardo-Manuel de Villena y Jiménez (1904 - ¿?)
- María del Pilar Pardo-Manuel de Villena y Jiménez (1906 - 10 de desembre de 1985)
- María Antonia Pardo-Manuel de Villena y Jiménez (¿? - 19 de novembre de 1986)